# Бедзир Володимир Саватійович
Володи́мир Сава́тійович Бе́дзир — український науковець та письменник (псевдонім Влас Пошатаєв).

## З життєпису
Народився 1957 року в Ужгороді, закінчив загальноосвітню школу з відзнакою та фізичний факультет. Вважався неблагонадійним — виключався із школи й інституту. 1979 року закінчив Ужгородський державний університет за спеціальністю «фізика», 1991-го — Всесоюзний державний інститут кінематографії, за спеціальністю «сценарист». Захопився театральним мистецтвом та 1981 року почав там працювати, закінчив всеросійський державний інститут кінематографії. 1985 року в журналах «Винахідник та раціоналізатор», «ЕКО», «Техніка й наука», «Комсомольське життя» з'являються афоризми Власа Пошатаєва. Його п'єси ставилися в лялькових театрах й ТЮГах Барнаула, Нерюнгрі, Твері, Ульяновська.
З 2002 року працює в Ужгородському торговельно-економічному інституті. Станом на лютий 2017-го — заступник директора з адміністративно-господарської роботи
Лауреат конкурсів «Вся Волга» (Тверь, 1993), «Золоте перо Росії» (Москва, 1998), «Коронація слова» (Київ, 2005, п'єса «Лабіринт»), «Русская премия» (Прага, 2006) — за фантасмагоричну жартівливу прозу.